# Rzeczenica
Rzeczenica (deutsch Stegers, kaschubisch Réknicô) ist ein Dorf mit Sitz der gleichnamigen Landgemeinde im Powiat Człuchowski in der polnischen Woiwodschaft Pommern.

## Geographische Lage
Rzeczenica liegt in Hinterpommern, etwa 20 Kilometer nordwestlich der Kreisstadt Człuchów (Schlochau) an der polnischen Landesstraße 25 Bobolice (Bublitz) – Oleśnica (Oels). Von dieser zweigt in dem Ort die Woiwodschaftsstraße 202 nach Czarne (Hammerstein) ab, während eine Nebenstraße von hier nach Przechlewo (Prechlau) führt.
Eine direkte Bahnanbindung besteht nicht. Die nächste Bahnstation ist Czarne (Hammerstein) und liegt 13 Kilometer entfernt an der Strecke 210 Chojnice (Konitz) – Runowo Pomorskie (Ruhnow).

## Geschichte
Funde aus der mittleren Bronzezeit belegen eine frühgeschichtliche Besiedlung des Ortes. 1376 stellte Komtur Heinrich von Grobitz dem Nickel Stegers eine Handfeste zu kulmischem Recht aus und übergab ihm 83 Hufen zur Gründung eines Dorfes.
Im Jahre 1433 wurde Stegers bei einem Hussiteneinfall stark zerstört. Bis 1865 betrieb man hier eine mäßig erfolgreiche Bernsteingräberei, und im 20. Jahrhundert siedelten sich ein Sägewerk, eine Zementfabrik, eine Molkerei und eine Mühle an.
Anfang der 1930er Jahre hatte die Gemarkung der Gemeinde Stegers eine Flächengröße von 30,5 km², und auf dem Gemeindegrund standen zusammen 282 Wohngebäude an sieben verschiedenen Wohnorten:
1. Forsthaus Auergrund
2. Forsthaus Grunewald
3. Moorhof
4. Neusorge
5. Rosenhof
6. Stegers
7. Stegersmühle

Im Jahr 1925 wurden in Stegers 1.706 Einwohner gezählt, die auf 381 Haushaltungen verteilt waren; unter ihnen befanden sich 1.268 Katholiken 438 Protestanten.
Vor 1945 gehörte Stegers zum Landkreis Schlochau, von 1939 bis 1945 zum Regierungsbezirk Grenzmark Posen-Westpreußen in der Provinz Pommern.
Gegen Ende des Zweiten Weltkriegs wurde Stegers am 25. Februar 1945 von der Sowjetarmee besetzt. Dabei kam es zu einem Massaker an der Zivilbevölkerung mit 40 Toten. Nach Kriegsende wurde Stegers zusammen mit ganz Hinterpommern unter polnische Verwaltung gestellt und in Rzeczenica umbenannt.
Nach 1945 wurde Rzeczenica im Südwesten der Woiwodschaft Słupsk zugeordnet und liegt im Powiat Człuchowski. Rzeczenica ist Teil sowie Amtssitz der nach ihm benannten Landgemeinde. Seit der Verwaltungsreform 1998 gehört es zur Woiwodschaft Pommern. Heute zählt der Ort 1566 Einwohner.

## Entwicklung der Einwohnerzahl
- 1925: 1706, davon 1268 Katholiken und 438 Protestanten[1]
- 1933: 1947[2]
- 1939: 2013[2]

### Ortsgliederung bis 1945
Vor 1945 gehörten zur Gemeinde Stegers sechs Wohnplätze: Auergrund Forsthaus, Grunewald Forsthaus, Moorhof, Neusorge, Rosenhof und Stegersmühle.

## Kirche

### Katholische Kirche
Stegers war vor 1945 ein überwiegend katholischer Ort. 1925 gehörten 74,3 % der Einwohner zur römisch-katholischen Kirche. Diese Zahl stieg nach 1945 noch erheblich an.
Eine erste Kirche wurde im Jahre 1595 erwähnt. 1876 entstand nach dem Abbruch der alten Kirche ein neues Gotteshaus. Heute trägt es den polnischen Namen Kościół pw. NSPJ i sw. Mikołaja.
Rzeczenica ist wie vorher Stegers Pfarrsitz, gehört heute jedoch zum Dekanat Czarne (Hammerstein) im Bistum Köslin-Kolberg der Katholischen Kirche in Polen.

### Evangelische Kirche
Die evangelische Kirche in Stegers wurde 1901 eingeweiht. Anfangs waren die evangelischen Kirchenglieder des Ortes nach Elsenau (heute polnisch: Olszanowo) im Kirchenkreis Konitz (Chojnice) eingepfarrt, dessen zweiter Pfarrer jedoch bereits ab 1888 seinen Amtssitz in Stegers hatte.
1895 wurde der Ort eine eigenständige Kirchengemeinde im Kirchenkreis Schlochau (Człuchów) der Kirche der Altpreußischen Union. Im Jahre 1907 wurden die Orte Gotzkau (Gockowo) und Rittersberg (Grodzisko) eingegliedert. Zwischen 1888 und 1945 amtierten hier als Pfarrer: Georg Gottlieb Martin Janke, 1888–1907, Johannes Wilhelm Heinrich Lüpke, 1907–1928, und Friedrich Trömmel, 1930–1945.
Seit 1945 gehören die wenigen evangelischen Kirchenglieder von Rzeczenica zum Kirchspiel Koszalin (Köslin) in der Diözese Pommern-Großpolen der Evangelisch-Augsburgischen Kirche in Polen. Der nächste Gottesdienstort ist Szczecinek (Neustettin).

## Schule
Bereits im Jahre 1690 entstand in Stegers eine Schule. Adam Klemp und sein Sohn Peter Klemp unterrichteten jahrzehntelang in ihrem Haus.

## Gmina Rzeczenica
Die Fläche der Landgemeinde Rzeczenica beträgt 274,92 km². Die Gmina zählt 3735 Einwohner. Die Westgrenze der Gemeinde ist zugleich die Grenze zum Powiat Szczecinecki und zur Woiwodschaft Westpommern.

## Verkehr
Durch die Nordostregion der Gmina Rzeczenica verläuft die verkehrsreiche Landesstraße 25, die Pommern mit Schlesien verbindet. Im westlichen Gemeindegebiet stellt die Woiwodschaftsstraße 202 eine Verbindung nach Czarne (Hammerstein) und darüber hinaus bis nach Szczecinek (Neustettin) her. Die übrigen Gemeindeteile sind durch kleinere Nebenstraßen und Landwege miteinander verbunden.
Die Eisenbahnstrecke 405 Piła (Schneidemühl) – Ustka (Stolpmünde) streift im äußersten Nordwesten das Gemeindegebiet, allerdings ohne eine Bahnstation. Die Gmina Rzeczenica ist auf die Bahnstation in der Nachbarstadt Czarne (Hammerstein) angewiesen, die an der Strecke 210 Chojnice (Konitz) – Runowo Pomorskie (Ruhnow) liegt.